# Aroldo Carneiro de Carvalho
Aroldo Carneiro de Carvalho (Canoinhas, 11 de junho de 1922) foi um advogado e político brasileiro.

## Vida
Filho de Benedito Terésio de Carvalho Júnior e de Gertrudes Carneiro de Carvalho, bacharelou-se em direito pela Universidade Federal do Paraná.

## Carreira
Foi deputado à Assembleia Legislativa de Santa Catarina na 1ª legislatura (1947 — 1951).
Foi deputado à Câmara dos Deputados por Santa Catarina na 41ª legislatura (1959 — 1963), na 42ª legislatura (1963 — 1967), eleito pela União Democrática Nacional (UDN), na 43ª legislatura (1967 — 1971), e na 44ª legislatura (1971 — 1975), eleito pela Aliança Renovadora Nacional (ARENA).